# Ophiomyia costaricensis
Ophiomyia costaricensis este o specie de muște din genul Ophiomyia, familia Agromyzidae, descrisă de Spencer în anul 1983.
Este endemică în Costa Rica. Conform Catalogue of Life specia Ophiomyia costaricensis nu are subspecii cunoscute.